# Josip Raffaelli
Josip Raffaelli (Hvar, 1767. – 1843.) hrvatski školovani glazbenik, skladatelj.

## Životopis
Rođen je u Hvaru kao član ugledne obitelji. Po zvanju svećenik, otišao je na nagovor Julija Bajamontija, tada liječnika i orguljaša u Hvaru, čiji je bio najnadareniji učenik, na glazbene studije u Italiju.
Završivši studij glazbe u Veneciji i Padovi, ostaje u gradiću Este (Padova) od 1792. do 1801. kao kapelnik u crkvi Delle Grazie. Nakon povratka u domovinu imenovan je 1804. kapelnikom katedrale u Splitu, temeljem preporuka koje je splitskim dostojanstvenicima o njemu izložio Bajamonti. Ali on tu službu nije obnašao. Vratio se u rodni Hvar, gdje je izabran na mjesto kanonika, orguljaša i kapelnika katedrale. Tada je imao 37 godina i bio je na vrhuncu svoga rada i stvaranja.

## Djelatnost
Kao skladatelj gotovo isključivo crkvene glazbe očitovao je priličnu plodnost sa snažnim utjecajem talijanske operne tradicije svoga vremena.
Od malog broja radova svjetovnog karaktera ističu se ljupke Varijacije za čembalo ili pianoforte u A-duru. Među djelima crkvenog karaktera nalazimo tri mise, tri Stabat Mater, sedam Miserere, Magnificat, nekoliko pokajničkih psalama i drugih skladbi (četiri Tantum ergo, tri Salve Regina). 
U njegovim melodijskim okvirima razlikuje se arija-recitativ dramatskih ugođaja (Mottetto di San Doimo), koloraturnu ariju teatralnog prizvuka (Salve Regina u A-duru za tenor i orgulje) i ariju-arioso koju primjenjuje kad treba oblikovati raspoloženja duboke boli (Crucifixus iz mise u Es-duru). Ponekad se služi i načelima stare barokne dvozbornosti (Miserere u F-duru), ne preuzimajući stilističke osobine glazbenog baroka. 